# Davesh Maulik
Davesh Maulik é um matemático estadunidense, que trabalha com geometria algébrica.
Maulik obteve um doutorado em 2007 na Universidade de Princeton, orientado por Rahul Pandharipande. É professor associado da Universidade Columbia. Em 2007 foi Clay Research Fellow.
Foi palestrante convidado do Congresso Internacional de Matemáticos em Seul (2014: K3 surfaces in positive characteristic).

## Obras
- com Pandharipande: A topological view of Gromov-Witten-theory, Arxiv 2004
- com Pandharipande, Nekrassow, Okunkow: Gromov-Witten theory and Donaldson-Thomas theory, Teil 1,2, Compositio Mathematica, Volume 142, 2006, p. 1263–1285, 1286–1304, Teil 1, Arxiv, Teil 2, Arxiv
- com Pandharipande, A. Oblomkow, Okunkow: Gromov-Witten/Donaldson-Thomas correspondence for toric 3-folds, Inventiones mathematicae, Volume 186, 2011, p. 171–198, Arxiv
- com Zhiwei Yun: Macdonald formula for curves with planar singularities, Preprint 2011
- com Andrei Okunkow: Quantum Groups and Quantum Cohomology, Arxiv 2012